# Vývoj evropské migrační krize v lednu 2016
V lednu 2016 se takzvaná evropská migrační krize nesla ve znamení poklesu počtu nově příchozích migrantů do Evropské unie, přesto však byl jejich počet několikanásobně vyšší než ve stejném období roku 2015.

## Vývoj krize v lednu 2016

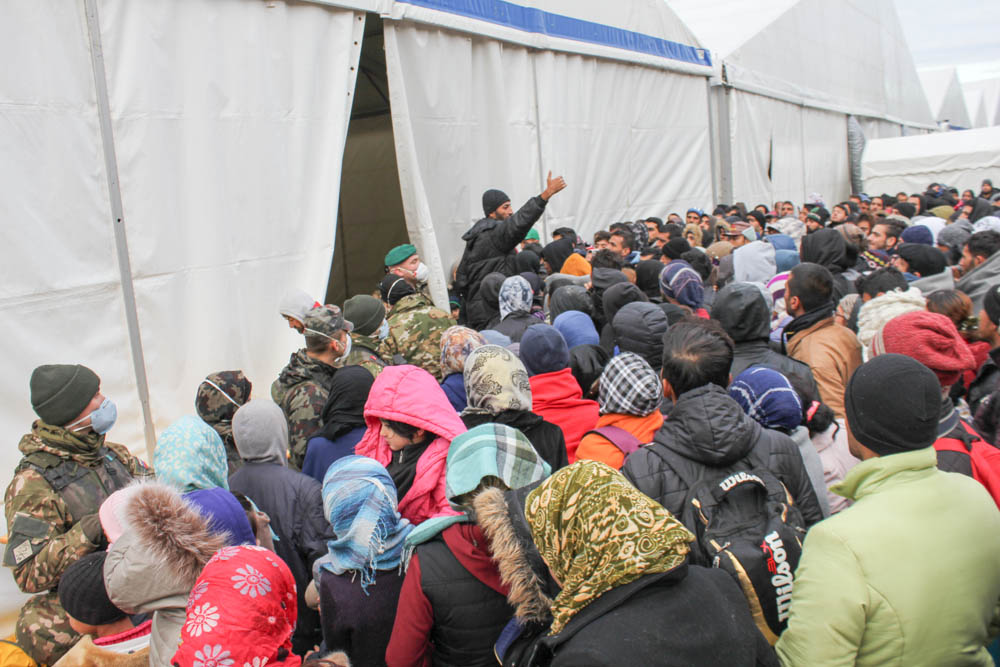
Tábor u města Šentilj v Slovenskih Goricah na slovinsko-rakouské hranici

Během ledna 2016 sice počet příchozích ekonomických migrantů a uprchlíků do Evropy o něco poklesl, do samotného Německa však přicházelo stále nejméně okolo tisíce lidí denně. Od 1. ledna roku 2016 zpřísnilo Německo prověřování žadatelů o azyl ze Sýrie, Iráku a Eritreje, pro které dosud platily zjednodušené podmínky řízení. Jednotlivé evropské země i nadále zdůrazňovaly potřebu společného politického řešení krize. 
Silvestrovské sexuální útoky, ke kterým došlo na přelomu prosince 2015 a ledna 2016, však i nadále pomohly k polarizaci evropské společnosti. Bezpečnostní složky se zdráhaly zveřejnit informace, že za útoky stáli imigranti ze zemí severní Afriky i Blízkého východu; vyšetřování ukázalo, že velká část z nich přišla do Německa během roku 2015 jako žadatelé o azyl. Tato událost značně ovlivnila veřejné mínění v Německu i dalších západoevropských zemích, jednak proto, že se jednalo o útoky ze strany migrantů na většinovou evropskou společnost, jednak také z toho důvodu, že začaly vyplouvat na povrch další kauzy staršího data, které se týkaly sexuálního obtěžování žen ze strany muslimských imigrantů. 

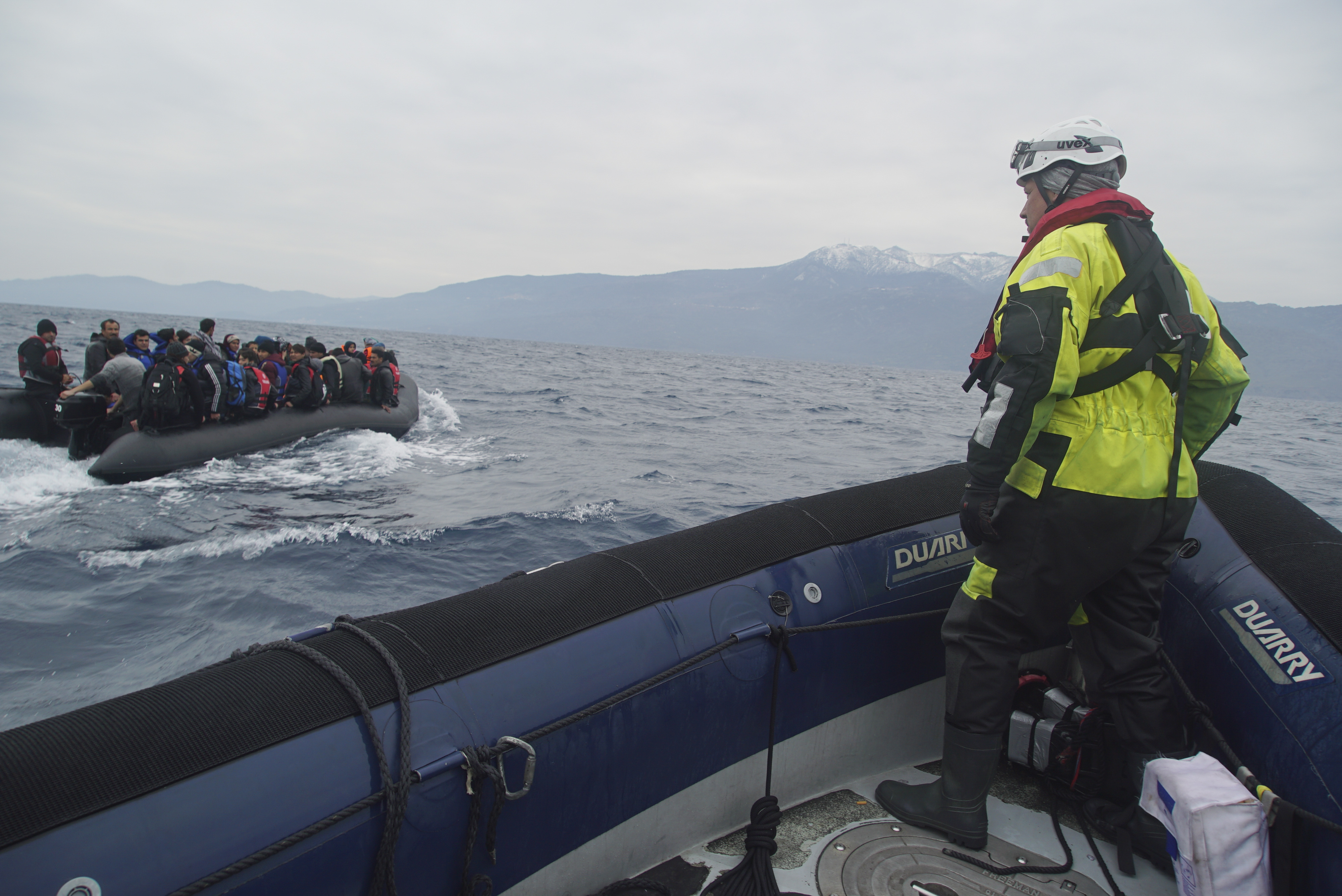
Migranti v Egejském moři jsou po záchraně převáženi do Řecka

Německý ministr financí Wolfgang Schäuble navrhl vytvoření nové daně na benzín pro celou Evropskou unii, ze které by byly financovány náklady spojené s migrací. V závěru měsíce ledna došlo ve Švédsku k vraždě jedné ze sociálních pracovnic, které se dopustil mladistvý imigrant. Případ vraždy byl ve švédských i zahraničních médiích ostře sledován. Dne 29. ledna v podvečerních hodinách napadli maskovaní Švédové migranty na stockholském hlavním nádraží. Ve Finsku získala na popularitě domobranecká skupina Ódinovi vojáci (finsky Odinin soturit), jejíž přítomnost vyvolala značnou mediální pozornost. V závěru ledna do České republiky přiletělo prvních 32 křesťanských uprchlíků z Iráku a Libanonu z celkem plánovaných 153 lidí.

### Snahy o snížení počtu migrantů
Na začátku ledna začalo Švédsko a v reakci na to také Dánsko provádět pasové kontroly na svých hranicích. Dne 15. ledna oznámilo Rakousko, že pro rok 2016 je stanoven limit přijímaných uprchlíků na 37 500 lidí a do poloviny roku 2019 maximálně 127 500 osob; co se bude dít v případě naplnění tohoto limitu nebylo upřesněno. Česká vláda souhlasila s plánem na vznik společné evropské pohraniční a pobřežní stráže, podle kterého by mělo ochranu hranice posílit 1 500 pohraničníků; někteří analytici tento počet vzhledem k celkové délce vnějších Schengenských hranic označili jako nedostatečný. Dne 21. ledna němečtí představitelé oznámili, že kontroly na tamních hranicích budou probíhat až do neurčita. V lednu 2016 padlo rovněž rozhodnutí, že neúspěšní žadatelé o azyl ve Švédsku a Finsku budou z obou zemí deportováni dle platných zákonů a mezinárodních smluv, jež byly v průběhu krize kvůli velkému množství žadatelů o azyl porušovány. Rozhodnutí se týkalo několika desítek tisíc lidí, kteří do obou severských zemí přišli. Dne 28. ledna se v reakci silvestrovské sexuální obtěžování žen ze strany migrantů Německo rozhodlo, že některé severoafrické země (Alžírsko, Tunisko a Maroko) bude nově považovat za tzv. bezpečné země. Německá politická scéna byla rozdělená; bavorští političtí představitelé v lednu 2016 pohrozili Angele Merkelové odvoláním z funkce v případě, že Německo nezajistí ochranu svých hranic. 

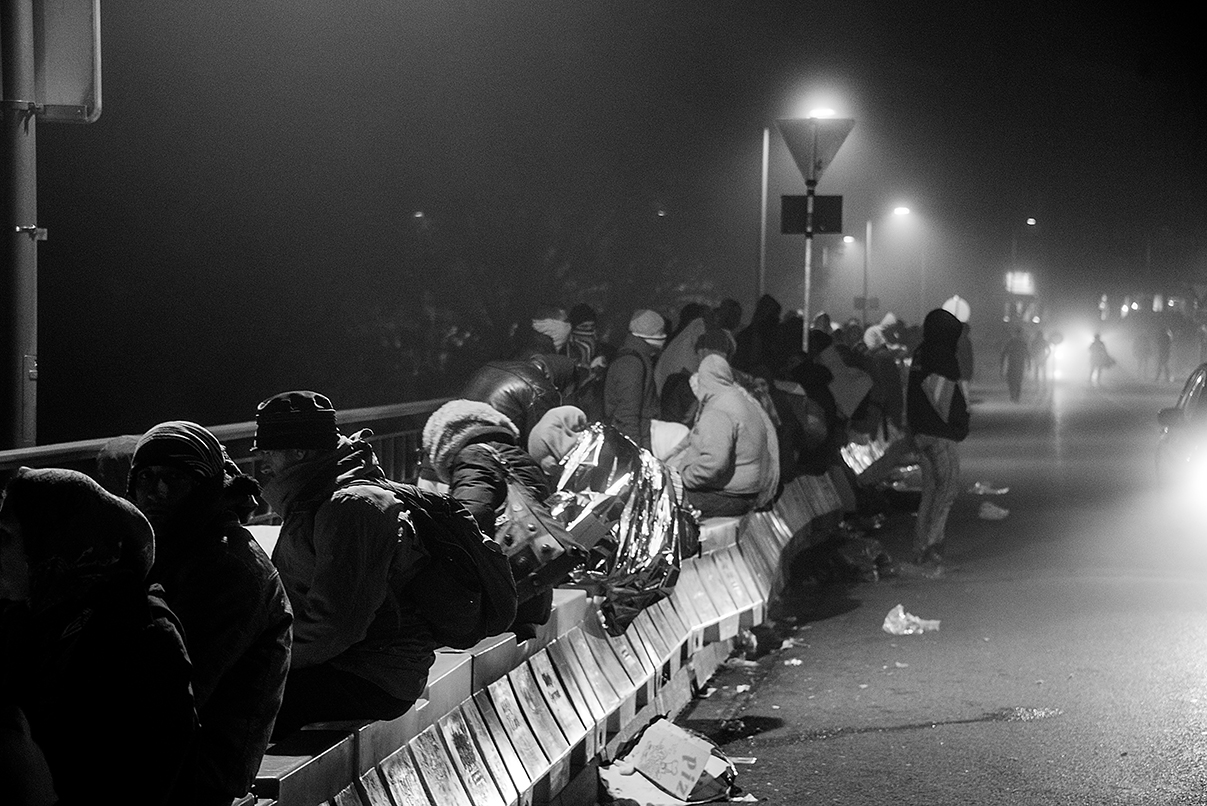
Migranti čekající na vstup do Německa

Evropští političtí představitelé v souvislosti s vývojem okolo migrační krize vyzvali k urychlenému řešení ve snaze zachránit samotnou ideu Schengenského prostoru a EU. Předseda Evropské komise Jean–Claude Juncker řekl, že považuje za nepřijatelné, aby si mezi sebe členské státy nerozdělili migranty podle kvót a tvrdil, že EK udělala vše pro vyřešení krize. Z nejvyšších pater evropské politiky se ozývaly apely, podle kterých hrozí rozpad jednotné Evropy do několika měsíců. Představitelé EU rovněž zvýšili svůj diplomatický tlak na řeckou vládu ve snaze důsledněji hlídkovat vody u hranic s Tureckem, nicméně to se stalo bez větší odezvy. Kvůli nedodržování svých závazků ze strany Řecka sílil tlak na jeho vyloučení ze Schengenského prostoru. V tomto případě se čeští političtí představitelé podobně jako celá Visegrádská skupina postavili za myšlenku vybudování záložní linie, kterou by představovala Albánsko-řecká hranice, Makedonsko-řecká hranice a Bulharsko-řecká hranice. Řečtí představitelé naopak tvrdili, že uchránit námořní hranici je prý nemožné.
Podle OSN připlulo v lednu 2016 do Evropy přes 73 000 migrantů, což je oproti lednu 2015, kdy jejich počet činil jen 5 500 lidí, meziročně 14krát více.